# Laura Charles
Laura Charles (4 de julio de 1995) es una deportista francesa que compite en ciclismo de montaña en la disciplina de campo a través. Ganó una medalla de plata en el Campeonato Mundial de Ciclismo de Montaña de 2021, en la prueba de campo a través con bicicleta eléctrica.

## Medallero internacional
| Campeonato Mundial | Campeonato Mundial   | Campeonato Mundial | Campeonato Mundial     |
| Año                | Lugar                | Medalla            | Competición            |
| ------------------ | -------------------- | ------------------ | ---------------------- |
| 2021               | Val di Sole (Italia) | Medalla de plata   | Campo a través (b. e.) |